# Thiverval-Grignon
Thiverval-Grignon és un municipi francès, situat al departament d'Yvelines i a la regió de Illa de França. L'any 2007 tenia 1.012 habitants.
Forma part del cantó de Plaisir, del districte de Rambouillet i de la Comunitat de comunes Cœur d'Yvelines.

## Demografia

### Població
El 2007 la població de fet de Thiverval-Grignon era de 1.012 persones. Hi havia 276 famílies, de les quals 52 eren unipersonals (20 homes vivint sols i 32 dones vivint soles), 88 parelles sense fills, 112 parelles amb fills i 24 famílies monoparentals amb fills.
La població ha evolucionat segons el següent gràfic:
Habitants censats

### Habitatges
El 2007 hi havia 295 habitatges, 274 eren l'habitatge principal de la família, 7 eren segones residències i 14 estaven desocupats. 247 eren cases i 44 eren apartaments. Dels 274 habitatges principals, 190 estaven ocupats pels seus propietaris, 71 estaven llogats i ocupats pels llogaters i 13 estaven cedits a títol gratuït; 8 tenien una cambra, 20 en tenien dues, 46 en tenien tres, 49 en tenien quatre i 151 en tenien cinc o més. 180 habitatges disposaven pel capbaix d'una plaça de pàrquing. A 97 habitatges hi havia un automòbil i a 164 n'hi havia dos o més.

### Piràmide de població
La piràmide de població per edats i sexe el 2009 era:
| Homes | Edats   | Dones |
| ----- | ------- | ----- |
| 4     | 95 o +  | 0     |
| 0     | 90 a 94 | 8     |
| 4     | 85 a 89 | 8     |
| 4     | 80 a 84 | 8     |
| 4     | 75 a 79 | 4     |
| 8     | 70 a 74 | 4     |
| 24    | 65 a 69 | 24    |
| 0     | 60 a 64 | 28    |
| 12    | 55 a 59 | 8     |
| 36    | 50 a 54 | 28    |
| 32    | 45 a 49 | 40    |
| 52    | 40 a 44 | 16    |
| 20    | 35 a 39 | 24    |
| 32    | 30 a 34 | 32    |
| 32    | 25 a 29 | 12    |
| 24    | 20 a 24 | 36    |
| 20    | 15 a 19 | 28    |
| 32    | 10 a 14 | 16    |
| 8     | 5 a 9   | 28    |
| 24    | 0 a 4   | 8     |

## Economia
El 2007 la població en edat de treballar era de 758 persones, 412 eren actives i 346 eren inactives. De les 412 persones actives 392 estaven ocupades (200 homes i 192 dones) i 20 estaven aturades (13 homes i 7 dones). De les 346 persones inactives 33 estaven jubilades, 279 estaven estudiant i 34 estaven classificades com a «altres inactius».

### Ingressos
El 2009 a Thiverval-Grignon hi havia 259 unitats fiscals que integraven 708,5 persones, la mediana anual d'ingressos fiscals per persona era de 26.235 €.

### Activitats econòmiques
Dels 59 establiments que hi havia el 2007, 5 eren d'empreses extractives, 1 d'una empresa de fabricació d'altres productes industrials, 4 d'empreses de construcció, 5 d'empreses de comerç i reparació d'automòbils, 2 d'empreses de transport, 6 d'empreses d'hostatgeria i restauració, 2 d'empreses d'informació i comunicació, 3 d'empreses financeres, 2 d'empreses immobiliàries, 17 d'empreses de serveis, 9 d'entitats de l'administració pública i 3 d'empreses classificades com a «altres activitats de serveis».
Dels 5 establiments de servei als particulars que hi havia el 2009, 1 era un paleta, 2 lampisteries i 2 restaurants.
Dels 2 establiments comercials que hi havia el 2009, 1 era un supermercat i 1 una botiga de més de 120 m².
L'any 2000 a Thiverval-Grignon hi havia 4 explotacions agrícoles.

## Equipaments sanitaris i escolars
El 2009 hi havia 1 escola maternal i 1 escola elemental.

## Poblacions més properes
El següent diagrama mostra les poblacions més properes.